# کلاغ خاکستری
کلاغ خاکستری(نام علمی: Corvus tristis) نام یک گونه از سرده کلاغ است.